# París-Roubaix 2020
La 118.ª edición de la clásica ciclista París-Roubaix hubiera sido una carrera que se celebraría el 12 de abril de 2020 en Francia.
Sin embargo, debido a la pandemia de COVID-19, donde la emergencia sanitaria por el virus SARS-CoV-2 ha obligado a la cancelación de diferentes eventos deportivos en todo el mundo, la carrera fue aplazada.
La carrera formaría parte del UCI WorldTour 2020, calendario ciclístico de máximo nivel mundial, donde era la decimoquinta carrera de dicho circuito.

## Recorrido
La París-Roubaix disponía de un recorrido total de 259 kilómetros con 30 tramos de pavé, esta carrera formaba parte del calendario de clásicas de adoquines, siendo la última y más legendaria carrera que se disputa en clásicas de pavé, antes de iniciar la primavera con las clásica de las Ardenas.
El recorrido de la edición 2020 era similar con la edición anterior. Era igual de largo como el año pasado con un total de 259 kilómetros, incluyendo más de 2 km de áreas nuevas de pavé, alcanzando una longitud total de 55 km distribuidos en treinta secciones. El detalle más notable en el recorrido era el sector de Saint-Python, junto a los sectores de Viesly à Briastre similar a la edición anterior, y el viejo sector de Briastre à Solesmes que no había figurado en la ruta durante treinta años.
A pesar de su nombre, la carrera no empezaba en la ciudad de París, pero en esta edición se da comienzo en la ciudad de Compiègne, a unos 80 kilómetros al norte de París, y se mueve hacia el norte para finalizar en Roubaix. La dificultad principal era los treinta secciones adoquinadas que están dispuestos sobre una distancia total de 55 kilómetros. Los organizadores de la carrera atribuyen a estas zonas un nivel de dificultad, las tres áreas más difíciles se clasifican como de cinco estrellas, mientras que sólo un sector se clasifica con una estrella, considerado el más fácil.
Los primeros 96 kilómetros de recorrido eran planos sobre carreteras normales, llegando entre el primer sector de Troisvilles-Inchy que pone picante a la carrera. Durante los próximos 60 kilómetros, había nueve áreas pavimentadas antes del primer sector de cinco estrellas, el Trouée d'Arenberg, con una longitud de 2.4 kilómetros, con sus adoquines en mal estado, disjuntos y no alineados, por lo general este tramo en uno de los más decisivos de la prueba, suele provocar la primera selección en la carrera eliminando a muchos corredores de cara a la victoria final.
A continuación, la ruta gira varias veces alrededor de la comuna de Wallers donde había otros sectores. Luego la carrera se dirige hacia el norte, cruzando varios corredores de áreas de pavé todas clasificada entre tres o cuatro estrellas, para llegar a la zona de cinco estrellas después de 200 kilómetros en el sector de pavé de Mons-en-Pévèle con una longitud de 3 kilómetros. Al final el pelotón ingresa a los últimos sectores de dificultad de tres y cinco estrellas, como el clásico sector de Carrefour de l'Arbre, donde los ciclistas realizan los últimos ataques en la carrera a 15 kilómetros de la meta, antes de la llegada al Velódromo de Roubaix.
| Sector | km    | Nombre                                  | Longitud (m) | Dificultad        |
| ------ | ----- | --------------------------------------- | ------------ | ----------------- |
| 29     | 96,5  | Troisvilles-Inchy                       | 2200         | * · * · *         |
| 28     | 103,5 | Briastre-Viesly                         | 1800         | * · * · *         |
| 27     | 110   | Viesly-Quiévy                           | 3700         | * · * · * · *     |
| 26     | 112,5 | Quiévy-Saint-Python                     | 3000         | * · * · *         |
| 25     | 117   | Saint-Python-Solesmes                   | 800          | * · *             |
| 24     | 124,5 | Vertain-Saint-Martin-sur-Écaillon       | 2300         | * · * · *         |
| 23     | 134,5 | Verchain-Maugré-Quérénaing              | 1600         | * · * · *         |
| 22     | 137,5 | Quérénaing-Maing                        | 2500         | * · * · *         |
| 21     | 140,5 | Maing-Monchaux-sur-Écaillon             | 1600         | * · * · *         |
| 20     | 153,5 | Haveluy-Wallers                         | 2500         | * · * · * · *     |
| 19     | 161,5 | Trouée d'Arenberg                       | 2400         | * · * · * · * · * |
| 18     | 168   | Wallers-Hélesmes                        | 1600         | * · * · *         |
| 17     | 174,5 | Hornaing-Wandignies-Hamage              | 3700         | * · * · * · *     |
| 16     | 182   | Warlaing-Brillon                        | 2400         | * · * · *         |
| 15     | 185,5 | Tilloy-lez-Marchiennes-Sars-et-Rosières | 2400         | * · * · * · *     |
| 14     | 192   | Beuvry-la-Forêt-Orchies                 | 1400         | * · * · *         |
| 13     | 197   | Orchies                                 | 1700         | * · * · *         |
| 12     | 203   | Auchy-lez-Orchies-Bersée                | 2700         | * · * · * · *     |
| 11     | 208,5 | Mons-en-Pévèle                          | 3000         | * · * · * · * · * |
| 10     | 214,5 | Mérignies-Avelin                        | 700          | * · *             |
| 9      | 218   | Pont-Thibaut-Ennevelin                  | 1400         | * · * · *         |
| 8      | 224   | Moulin-de-Vertain                       | 500          | * · *             |
| 7      | 230,5 | Cysoing-Bourghelles                     | 1300         | * · * · *         |
| 6      | 233   | Bourghelles-Wannehain                   | 1100         | * · * · *         |
| 5      | 237,5 | Camphin-en-Pévèle                       | 1800         | * · * · * · *     |
| 4      | 240   | Carrefour de l'Arbre                    | 2100         | * · * · * · * · * |
| 3      | 242,5 | Gruson                                  | 1100         | * · *             |
| 2      | 249   | Willems-Hem                             | 1400         | * · *             |
| 1      | 256   | Roubaix                                 | 300          | *                 |